# Curio Bernardis
Curio Bernardis (* 16. September 1872 in Udine; † 12. April 1941 in Vittorio Veneto) war ein italienischer Marineingenieur und U-Boot-Konstrukteur.

## Werdegang
Bernardis leistete 1890 seinen Militärdienst beim Königlichen Heer ab. Anschließend studierte er Ingenieurwissenschaften an der Universität Padua. 1893 bewarb er sich erfolgreich für eine Aufnahme in die Marineakademie in Livorno, die er 1894 im Rang eines Guardiamarina abschloss.
Im Jahr darauf bat er erfolgreich um seine Versetzung in das technische Korps der Marine (italienisch Corpo del Genio Navale). Als angehender Marineingenieur besuchte er die höhere Marineschule in Genua. Nach seinem Abschluss 1897 leistete er als Marineingenieur 2. Klasse seinen Dienst auf den Schlachtschiffen Vittorio Emanuele und  Enrico Dandolo sowie auf dem Panzerkreuzer Vettor Pisani ab. An Bord der Pisani nahm er im Jahr 1900 an der Intervention der Vereinigten acht Staaten im Boxeraufstand teil.
Erste Erfahrungen mit der neuen U-Boot-Waffe sammelte Bernardis 1904  auf dem U-Boot Delfino, dem ersten von der Regia Marina in Dienst gestellten U-Boot. Es folgten weitere Einsätze auf mehreren Booten der Glauco-Klasse sowie auf der Foca. Nach Ausbruch des Italienisch-Türkischen Krieges im September 1911 war er auf dem U-Boot-Begleitschiff Lombardia tätig. Die neue U-Boot-Waffe faszinierte ihn von Anfang an und er begann sich intensiv mit der U-Boot-Technik auseinanderzusetzen. Durch seinen praktischen Dienst auf verschiedenen U-Booten konnte er sich zudem einen reichen Erfahrungsschatz aneignen, so dass er sich im Laufe der Zeit zu einem angesehenen U-Boot-Experten in der italienischen Marine entwickelte. Bernardis trug durch die Einführung technischer Neuerungen auch selbst zu Verbesserungen bei und hielt sich mehrmals im Ausland auf, um sich dort ein Bild von Stand der U-Boot-Technik zu machen.
1911 entwarf er mit der Nautilus sein erstes U-Boot. Der Prototyp bildete zusammen mit dem Schwesterboot Nereide die Nautilus-Klasse. Zwei Jahre später wurde Bernardis zum stellvertretenden Schiffsbaudirektor im Arsenal in Venedig ernannt, auf dem die beiden Boote im gleichen Jahr vom Stapel liefen. Mit seiner Ernennung wollte die italienische Marine Bernardis als Konstrukteur von U-Booten an sich binden, nachdem sein Vorgänger Cesare Laurenti zu Fiat in die Privatwirtschaft gewechselt war. Die Nautilus und die Nereide waren die ersten einer ganzen Reihe von ihm entworfenen Einhüllenboote, die für den Einsatz in Küstennähe bestimmt waren. Auch danach sollte er am Typ des Einhüllenbootes festhalten, die von der italienischen Marine noch bis 1943 verwendet wurden.
1914 wurde er in den Admiralstab nach Rom berufen, um dort bis 1919 als technischer Berater für die U-Boot-Waffe zu fungieren. Nach dem italienischen Kriegseintritt in den Ersten Weltkrieg im Mai 1915 war der mittlerweile zum Oberstleutnant beförderte Bernardis für einige technische Weiterentwicklungen im U-Boot-Bau verantwortlich. Im Juli 1916 wurde er nach Großbritannien entsandt, um die dort von der Marine bestellten U-Boote der W-Klasse abzunehmen. Anschließend reiste er nach Kanada weiter und nahm dort die bestellen Boote der H-Klasse ab. 1917 wurde er für seine Verdienste bei der Bergung eines bei Venedig gesunkenen U-Bootes mit dem Kriegsverdienstkreuz ausgezeichnet. Auf seine Initiative hin, übernahm die italienische Marine 1917 den bis dahin vernachlässigten Einsatz von U-Booten als Minenleger. Als Vorbild diente Bernardis das von der italienischen Marine vor Tarent gehobene und unter seiner Leitung wieder instand gesetzte deutsche U-Boot UC 12, welches fortan bei der Regia Marina als X1 geführt wurde.
International machte Bernardis auf sich aufmerksam, als er 1919 erfolgreich die Bergungsarbeiten, des im Suezkanal nach einer Kesselexplosion untergegangenen Leichten Kreuzers Baslicata leitete.  Es gelang ihm das Schiff innerhalb eines Monats zu bergen, ohne den Schiffsverkehr im Kanal zu behindern. Von 1923 bis 1925 leitete Oberst Bernardis die Marinewerft auf dem Marinearsenal in La Spezia. Ende 1925 wurde er zum Generalmajor befördert. Nach seiner Ernennung zum Richter am Obersten Militärgerichtshof zog er nach Rom. In der italienischen Hauptstadt nahm er zugleich eine Tätigkeit in der Planungsabteilung der italienischen Marine für den Schiffsbau auf. Bis zu seinem Ausscheiden aus dem aktiven Dienst 1935, war der mittlerweile zum Generalleutnant beförderte Bernardis für fast alle U-Boot-Projekte der italienischen Marine in der Zwischenkriegszeit verantwortlich. Für seine Tätigkeit als U-Boot-Konstrukteur spricht auch, dass 74 von ihm entworfene U-Boote ins Ausland verkauft werden konnten. Neben dem Bau von U-Booten widmete er sich zudem dem Projekt eines italienischen Flugzeugträgers, ein von der italienischen Marine bis dahin vernachlässigter Schiffstyp.
Curio Bernardis verstarb 1941 in Vittorio Veneto, nachdem er 1938 noch zum Generalinspekteur des technischen Korps der Marine ernannt worden war. Die von ihm entworfenen Einhüllenboote mittlerer Verdrängung, ausgestattet mit Doppelboden und Torpedowulst wurden ihm zu Ehren allgemein als „Bernardis-Typ“ bezeichnet.